# Lotto-Adecco/2000
Deze pagina geeft een overzicht van de Lotto-Adecco wielerploeg in  2000.

## Algemene gegevens
Sponsors: Belgische Nationale Loterij, Adecco (uitzendbureau)
Ploegleiders: Jef Braeckevelt, Claude Criquielion, Hugo De Dier, Ferdi Van den Haute
Fietsmerk: GT

## Renners
| Naam                  | Geboortedatum | Nationaliteit | Ploeg 1999                  |
| --------------------- | ------------- | ------------- | --------------------------- |
| Mario Aerts           | 31-12-1974    | België        |                             |
| Serge Baguet          | 18-08-1969    | België        | Neoprof                     |
| Koen Beeckman         | 02-09-1973    | België        |                             |
| Glenn D'Hollander     | 28-12-1974    | België        | Vlaanderen 2002-Eddy Merckx |
| Fabien De Waele       | 19-07-1975    | België        |                             |
| Sebastien Demarbaix   | 19-12-1973    | België        |                             |
| Christophe Detilloux  | 03-05-1974    | België        |                             |
| Jacky Durand          | 10-02-1967    | Frankrijk     |                             |
| Wim Heselmans         | 23-04-1977    | België        | Agro-Adler-Brandenburg      |
| Manu Lhoir            | 24-07-1975    | België        |                             |
| Thierry Marichal      | 13-06-1973    | België        |                             |
| Andrei Tchmil         | 22-01-1963    | België        |                             |
| Kurt Van De Wouwer    | 24-09-1971    | België        |                             |
| Paul Van Hyfte        | 19-01-1972    | België        |                             |
| Kurt Van Lancker      | 20-09-1971    | België        | Vlaanderen 2002-Eddy Merckx |
| Rik Verbrugghe        | 23-07-1974    | België        |                             |
| Geert Verheyen        | 10-03-1973    | België        |                             |
| Peter Wuyts           | 24-02-1973    | België        |                             |
| Stagiairs             |               |               |                             |
| Gorik Gardeyn         | 17-03-1980    | België        |                             |
| Wesley Van Speybroeck | 18-05-1978    | België        |                             |
| Ief Verbrugghe        | 25-07-1975    | België        |                             |

## Overwinningen
| Kuurne-Brussel-Kuurne Andrei Tchmil Ronde van Vlaanderen Andrei Tchmil Ronde van Beieren 5e etappe: Thierry Marichal Ronde van Burgos 2e etappe: Andrei Tchmil Belgische kampioenschappen tijdrit: Rik Verbrugghe Stadsprijs Geraardsbergen Serge Baguet Circuit Franco-Belge 4e etappe: Thierry Marichal Coppa Sabatini Andrei Tchmil |

## Teams

### Ronde van Duitsland
26 mei–1 juni
- [61.] Mario Aerts
- [62.] Jacky Durand
- [63.] Paul Van Hyfte
- [64.] Kurt Van Lancker
- [65.] Glenn D'Hollander
- [66.] —
- [67.] —
- [68.] Peter Wuyts
- [69.] Koen Beeckman

### Ronde van Polen
4 september–10 september
- [17.] Andrei Tchmil
- [18.] Jacky Durand
- [19.] Serge Baguet
- [20.] Mario Aerts
- [21.] Kurt Van De Wouwer
- [22.] Kurt Van Lancker
- [23.] Rik Verbrugghe
- [24.] Sebastien Demarbaix

1985 · 1986 · 1987 · 1988 · 1989 · 1990 · 1991 · 1992 · 1993 · 1994 · 1995 · 1996 · 1997 · 1998 · 1999 · 2000 · 2001 · 2002 · 2003 · 2004 · 2005 · 2006 · 2007 · 2008 · 2009 · 2010 · 2011 · 2012 · 2013 · 2014 · 2015 · 2016 · 2017 · 2018 · 2019 · 2020 · 2021 · 2022 · 2023 · 2024 · 2025